# Вішина (комуна, Димбовіца)
Вішина (рум. Vișina) — комуна у повіті Димбовіца в Румунії. До складу комуни входять такі села (дані про населення за 2002 рік):
- Ізвору (621 особа)
- Броштень (599 осіб)
- Вішина (3114 осіб) — адміністративний центр комуни

Комуна розташована на відстані 62 км на захід від Бухареста, 38 км на південь від Тирговіште, 124 км на схід від Крайови, 120 км на південь від Брашова.

## Населення
За даними перепису населення 2002 року у комуні проживала 6701 особа.
Національний склад населення комуни:
| Національність | Кількість осіб | Відсоток |
| -------------- | -------------- | -------- |
| румуни         | 6697           | 99,9%    |
| цигани         | 4              | 0,1%     |

Рідною мовою назвали:
| Мова      | Кількість осіб | Відсоток |
| --------- | -------------- | -------- |
| румунська | 6699           | > 99,9%  |
| циганська | 2              | < 0,1%   |

Склад населення комуни за віросповіданням:
| Релігія       | Кількість осіб | Відсоток |
| ------------- | -------------- | -------- |
| православні   | 6681           | 99,7%    |
| п'ятдесятники | 9              | 0,1%     |
| адвентисти    | 8              | 0,1%     |
| римо-католики | 1              | < 0,1%   |
| реформати     | 1              | < 0,1%   |

## Зовнішні посилання
- Дані про комуну Вішина на сайті Ghidul Primăriilor [Архівовано 5 грудня 2009 у Wayback Machine.]